# Matty Askin
Matty Askin (* 24. Dezember 1988 in Barnsley, England, als Matthew Askin) ist ein britischer Boxer im Cruisergewicht.

## Amateurkarriere
Askin boxte bei den Amateuren für den Life Amateur Boxing Club und wurde im Jahre 2008 ABA-Champion der Elite. Dabei bezwang er im Halbfinale, das in Sheffield abgehalten wurde, Luke Robinson sowie im Finale, das in London stattfand, Ricky Newlands jeweils einstimmig nach Punkten. Bei dieser Meisterschaft gewannen unter anderem auch Tyson Fury, George Groves, Liam Smith und Luke Campbell Gold.

## Profikarriere
Askin debütierte im Jahr 2008 mit einem einstimmigen Punktsieg gegen Paul Bonson. Den vakanten Central Area Title des Verbandes BBBofC errang er am 2. März 2011, als er in einem auf 10 Runden angesetzten Fight Neil Dawson in der 6. Runde stoppen konnte.
Am 21. April 2012 kämpfte Askin gegen JonLewis Dickinson um den vakanten englischen Meisterschaftsgürtel und musste dabei seine erste Pleite einstecken. Im November desselben Jahres verlor er gegen den Polen Krzysztof Głowacki um den WBO-Interkontinental-Titel durch K. o.
Gegen den bis dahin ungeschlagenen China Clarke trat Askin im April 2013 zum zweiten Mal um den englischen Meistertitel an und siegte durch einstimmige Punktrichterentscheidung.
Gegen seinen bis dahin noch ungeschlagenen Landsmann Craig Kennedy trat Askin um die vakante britische Meisterschaft an und knockte ihn in Runde 6 klassisch aus.